# Fort van Kruibeke
Het Fort van Kruibeke is een voormalig vestingwerk nabij de Oost-Vlaamse plaats Kruibeke, maar gelegen in de aangrenzende deelgemeente Burcht van Beveren-Kruibeke-Zwijndrecht.
Dit fort werd in 1870 als onderdeel van de Stelling van Antwerpen aangelegd op de oever van de Schelde en de artillerie kon deze rivier bestrijken. In 1912 werd het fort nog gemoderniseerd.
Tegenwoordig is de zuidwestelijke helft van het fort afgegraven ten behoeve van de kleiwinning door de firma Argex, die kleikorrels voor diverse toepassingen produceert. De noordoostelijke helft is nog wel grotendeels intact, al is de bebouwing sterk gewijzigd. Dit deel wordt gebruikt als munitie-opslagplaats.